# Passo dello Zovo
Il passo dello Zovo è un valico alpino delle Prealpi vicentine posto a quota 631 m s.l.m. Mette in comunicazione le città di Schio e di Valdagno, nelle valli del Leogra e dell'Agno rispettivamente e rappresenta anche il confine tra i territori dei due comuni.
La strada che collega i due centri attraversando il passo è denominata Strada provinciale 45 Passo Zovo (SP 45), è lunga circa 9 chilometri. La strada, stretta e dall'andamento piuttosto tortuoso (l'accesso ai mezzi pesanti è vietato), inizia da Novale, una frazione di Valdagno e, attraversando varie contrade, incontra il passo dello Zovo, il piccolo centro di Monte Magrè, fino a terminare presso Magrè, una frazione di Schio.
Per decenni è stato il principale collegamento stradale fra le due valli, fino alla realizzazione del traforo nel 1998, che ha permesso una via di comunicazione molto più rapida fra due delle più importanti città dell'alto vicentino.

## Ciclismo
Il passo dello Zovo è stato affrontato dal Giro d'Italia il 29 maggio 1998 dal versante valdagnese. La discesa verso Schio vide la caduta di Alex Zülle e di Marco Pantani che erano al comando, lasciando via libera alla vittoria di Michele Bartoli.
Proprio il versante valdagnese, coi suoi 4,5 chilometri e quasi 400 metri di dislivello, è quello più impegnativo da affrontare, con pendenze dure e costanti lungo i quattro tornanti centrali dell'ascesa, per poi farsi più pedalabile nella parte finale dopo contrada Grendene fino al passo stesso.